# Alfredo Rojas
Alfredo Hugo Rojas Delinge (Lanús, 1937. február 20. – 2023. június 16.) válogatott argentin labdarúgócsatár.

## Pályafutása
1956 és 1958 között a Lanús labdarúgója volt. 1958 és 1961 között Spanyolországban játszott. 1958–59-ben a Celta Vigo, 1959 és 1961 között a Real Betis játékosa volt. 1961-ben hazatért és a River Plate labdarúgója lett. 1962 és 1964 között a Gimnasia de La Plata, 1965 és 1968 között a Boca Juniors, 1969–70-ben az uruguayi Peñarol, 1971-ben a chilei O’Higgins csapatában szerepelt. 1972-ben a chilei Universidad Católica együttesében fejezte be az aktív labdarúgást.
1958 és 1966 között 15 alkalommal szerepelt az argentin válogatottban és egy gólt szerzett. Tagja volt az 1958-as és az 1966-os labdarúgó-világbajnokságon részt vevő csapatnak.